# Bâscenii de Sus, Buzău
Bâscenii de Sus este un sat în comuna Calvini din județul Buzău, Muntenia, România. Se află în zona de deal a județului, aproape de limita cu județul Prahova din Subcarpații de Curbură.